# ايست ايلسلي (باركشير)
ايست ايلسلي (بالإنجليزية: East Ilsley)‏ هي قرية و أبرشية مدنية تقع في المملكة المتحدة في إنجلترا. يقدر عدد سكانها بـ 1,571 نسمة ومساحتها 15.02 كم2 .